# Mitchel Musso (album)
Mitchel Musso – pierwszy album amerykańskiego piosenkarza Mitchela Musso wydany w 2009 roku. Płyta zawiera dwanaście piosenek powstałych już w 2008 roku. Kompozycja została wydana przez wytwórnię Walt Disney. 

## Lista Utworów
1. Hey
2. Speed Dial
3. Us Against The World (Featuring Katelyn Tarver)
4. Do It Up
5. Shout It
6. Welcome To Hollywood
7. (You Didn't Have To) Walk Away
8. Get Out
9. How To Lose A Girl
10. The In Crowd
11. Odd Man Out
12. Movin' In
13. Stuck On You (utwór dodatkowy)